# Arbeitsgemeinschaft Familienrecht im Deutschen Anwaltverein
Die Arbeitsgemeinschaft Familienrecht, gegründet 1993, ist Teil des Deutschen Anwaltvereins (DAV). Etwa 6.800 Rechtsanwältinnen und Rechtsanwälte haben sich in der Arbeitsgemeinschaft zusammengeschlossen. Sie ist damit die größte Vereinigung von auf Familienrecht spezialisierten Anwältinnen und Anwälten und die größte Arbeitsgemeinschaft innerhalb des DAV vor der Arbeitsgemeinschaft Verkehrsrecht. Die Arbeitsgemeinschaft ist auf der Grundlage einer vom Vorstand des DAV beschlossenen Geschäftsordnung organisiert. Organe sind die Mitgliederversammlung und der geschäftsführende Ausschuss. Die Arbeit der Rechtsanwältinnen und -anwälte ist ehrenamtlich.

## Aufgaben
Die Arbeitsgemeinschaft Familienrecht setzt sich für die beruflichen und wirtschaftlichen Interessen ihrer Mitglieder ein. Durch Fachveranstaltungen, Kurzlehrgänge und Informationsmitteilungen wird über alle die im Familienrecht wichtigen Fragen und die damit verbundenen berufsrechtlichen Folgen unterrichtet. Außerdem verfolgt die Arbeitsgemeinschaft die rechtspolitischen Debatten im Familienrecht und damit verbundenen Rechtsgebieten und informiert ihre Mitglieder hierüber. Zudem unterrichtet sie die Mitglieder über die Weiterentwicklung des Rechts. Sie steht in enger Verbindung mit den Fach- und Gesetzgebungsausschüssen des Deutschen Anwaltvereins. Mitglieder der Arbeitsgemeinschaft werden regelmäßig an Gesetzgebungsverfahren im Bundestag und bei Anhörungen im Rechtsausschuss beteiligt. Die Arbeitsgemeinschaft bietet ein Fortbildungsangebot für ihre Mitglieder an. In den verschiedenen Regionen bieten Regionalbeauftragte ebenfalls Fortbildungsveranstaltungen und Diskussionsrunden für Mitglieder an.

## Publikationen
Die Fachzeitschrift „Forum Familienrecht“ erscheint elfmal jährlich mit juristischen Aufsätzen, wichtigen Urteilen und einer kompakten Rechtsprechungsübersicht. Die Mitglieder der Arbeitsgemeinschaft erhalten monatlich einen Newsletter mit neuesten Informationen rund um das Familienrecht. Er kann auch auf der Internetseite abgerufen werden.
Die Internetseite der Arbeitsgemeinschaft ist ein großes Portal mit Informationen für Fachleute, ist aber ebenso für Nicht-Juristen gedacht. Die Suche nach einer kompetenten Anwältin oder einem Anwalt wird ihnen hier ermöglicht.

## Veranstaltungen
Jährlich wird eine große Herbsttagung an wechselnden Orten in der Bundesrepublik veranstaltet. Unter den Referenten sind Richter und Richterinnen des Bundesgerichtshofs, der Obersten Gerichte, Wissenschaftler von Hochschulen und Universitäten und Praktiker aus dem Anwaltsberuf. Ein Symposium, das den Herbsttagungen vorangestellt wird, befasst sich mit dem Familienrecht in anderen europäischen Ländern. Auf dem ebenfalls jährlich stattfindenden Deutschen Anwaltstag mit mehreren tausend Teilnehmern ist die Arbeitsgemeinschaft Familienrecht mit eigenen Vorträgen und Diskussionen vertreten. Sie organisiert bundesweit etwa 90 Fortbildungsveranstaltungen im Jahr.